# Naučná stezka Kladská
Naučná stezka Kladská se nachází na katastru města Mariánské Lázně při osadě Kladská. Prochází po okraji národní přírodní rezervace Kladské rašeliny a obchází Kladský rybník. Tvoří ji pěšina kombinovaná s dřevěným povalovým chodníkem. Stezka je zaměřena na biologii, geologii a historii okolí.

## Historie, trasa a zaměření stezky

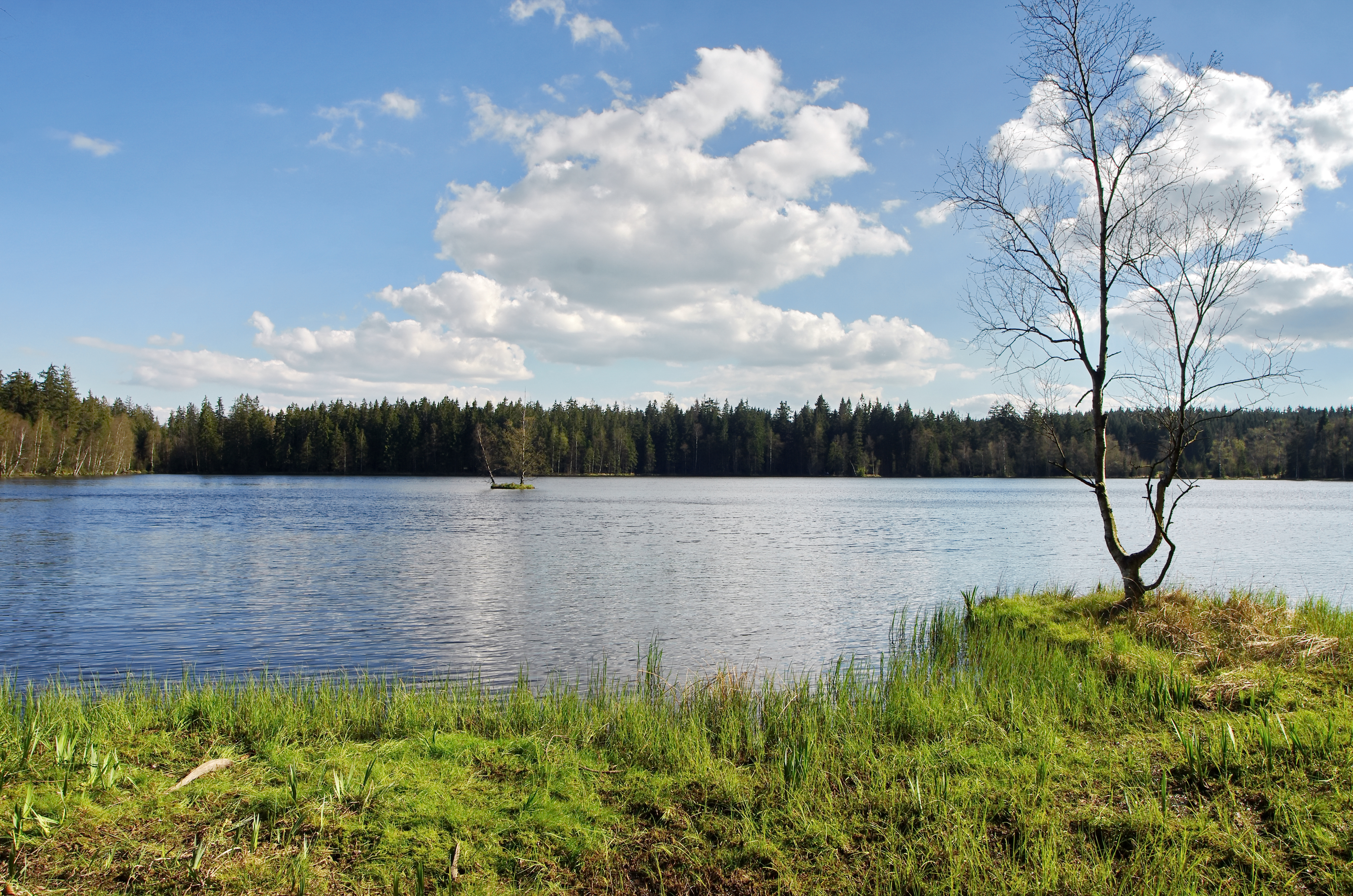
Pohled na Kladský rybník

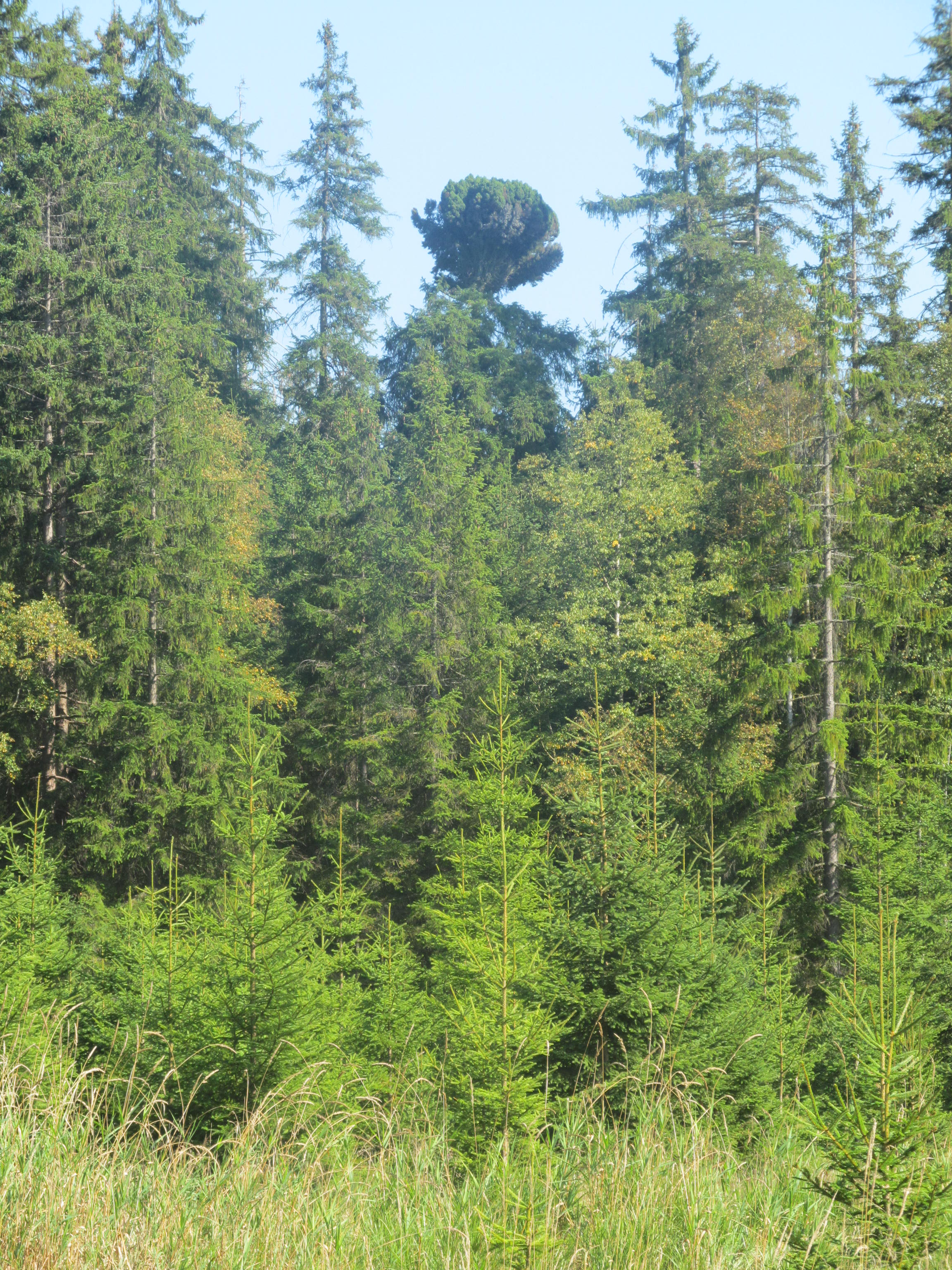
Čarověník v lese u jezera

Stezka byla otevřena v září 1977, čímž patří k nejstarším v Čechách. V průběhu let byla postupně zvyšována informační a edukativní nabídka turistům a zvětšován počet zastavení a informačních tabulí.
Nachází se v nadmořské výšce 816 m. Její východiště je parkoviště na Kladské při Domu přírody Slavkovského lesa (50°1′37″ s. š., 12°40′5″ v. d.), případně naproti loveckému zámečku Kladská u autobusové zastávky Kladská (50°1′31″ s. š., 12°40′6″ v. d.).
Stezka obchází Kladský rybník, zčásti při okraji bezzásahového území rezervace nazývané Tajga. Přibližně po 1,3 km se při okraji hráze Kladského rybníka nachází začátek umělého vodního kanálu Dlouhá stoka. Unikátní technická památka, vybudovaná v letech 1531 až 1536 k zásobování cínových dolů v Krásně vodnou, je od roku 2014 s názvem Dlouhá stoka s rybníky Kladským a Novým Národní kulturní památkou.
Trasa stezky překračuje silnici spojující Prameny a Lázně Kynžvart, pokračuje po hrázi oddělující dva menší rybníčky a lesem se vrací k východišti. Ještě předtím však překračuje Pramenský potok, pramenící necelých 400 metrů západně od Kladské. Vedena je střídavě po dřevěném chodníku a lesní pěšině. Její délka činí přibližně 2,3 km a není turisticky náročná. Ke stezce jsou pořádány autobusové zájezdy lázeňských hostů z Mariánských Lázní, jejichž dalším cílem je občerstvení v některé z restaurací v Kladské. Ročně ji projde kolem 50 tisíc návštěvníků.
Stezka má celkem patnáct trojjazyčných naučných tabulí (česky, anglicky, německy) na čtrnácti zastaveních. Nachází se zde rovněž několik odpočívadel s lavičkami a altán na ostrůvku jednoho z rybníků, nazývaného Horní bahňák. Infopanely jsou postupně věnovány dějinám Kladské a jejího okolí, vzniku stezky, fauně a flóře, rašeliništím a mnoha dalším přírodovědeckým aspektům území, kudy stezka vede.

## Seznam naučných tabulí
- Historie Kladské.
- Dějiny stezky.
- Čarověník.
- Živočichové v prostředí rašelinišť.
- Vrchoviště.
- Rostliny v rašeliništích.
- Národní přírodní rezervace (NPR) Kladské rašeliny.
- Dlouhá stoka.
- NPR Kladské rašeliny jako bezzásahové území.
- Slavkovský les jako krajinný celek.
- Těžba v lese podle lesních hospodářských plánů.
- Tři základní funkce lesa.
- Půdy lesních porostů v okolí.
- Les jako rostlinné a živočišné společenstvo.
- Základní informace a mapka stezky s vyznačením stanovišť.

## Fotogalerie

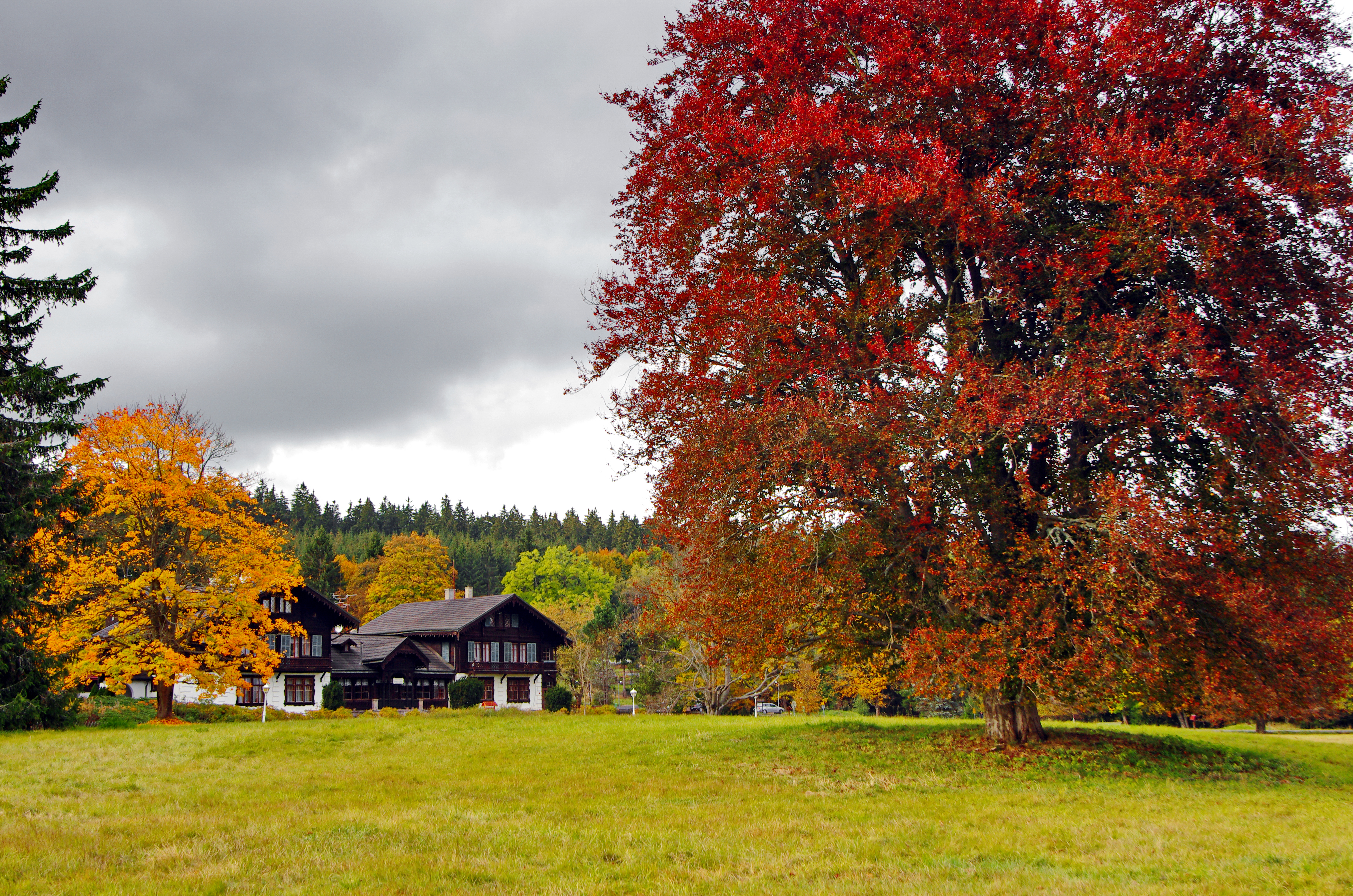
Kladská na podzim
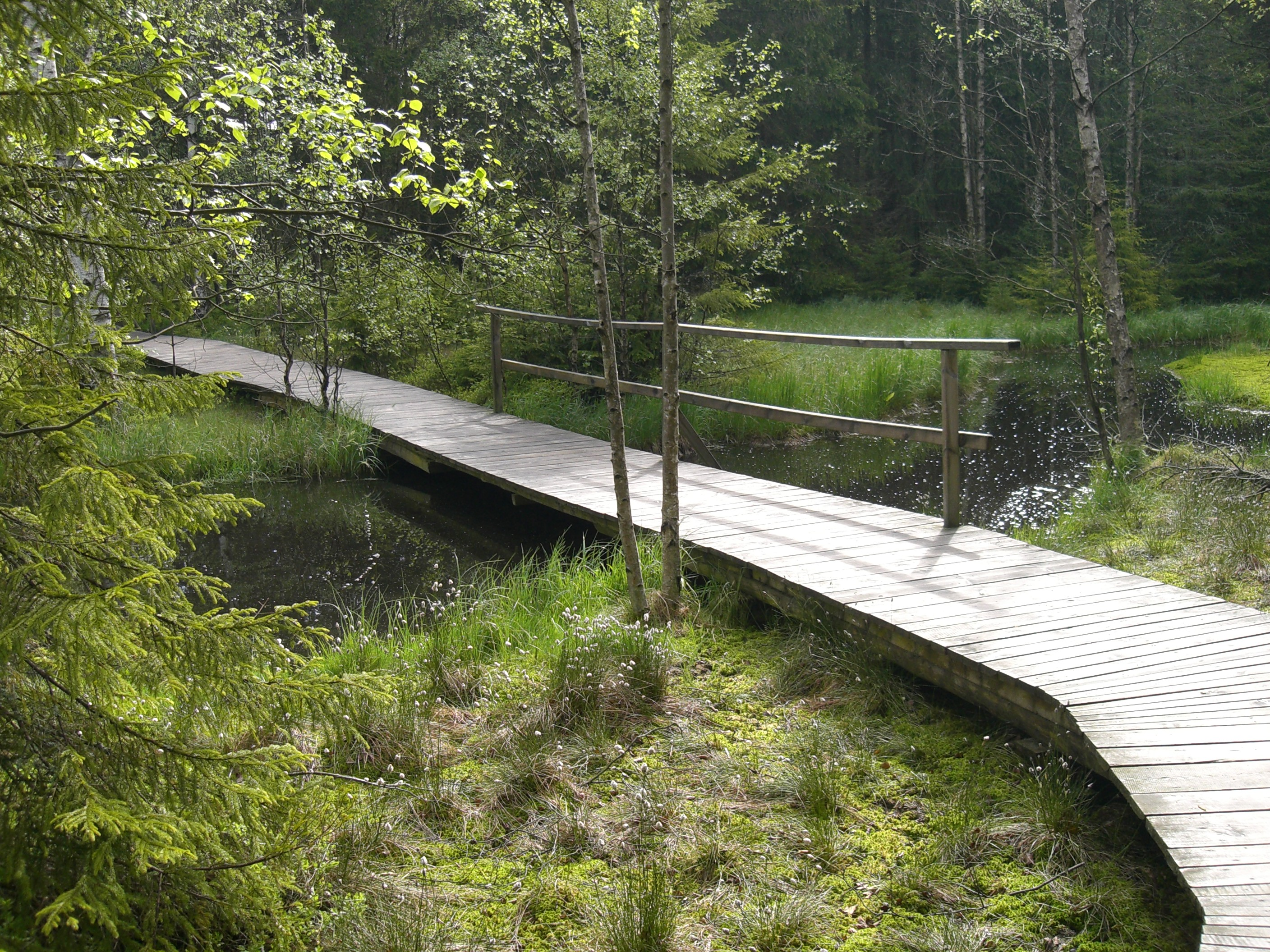
Povalový chodník na jaře
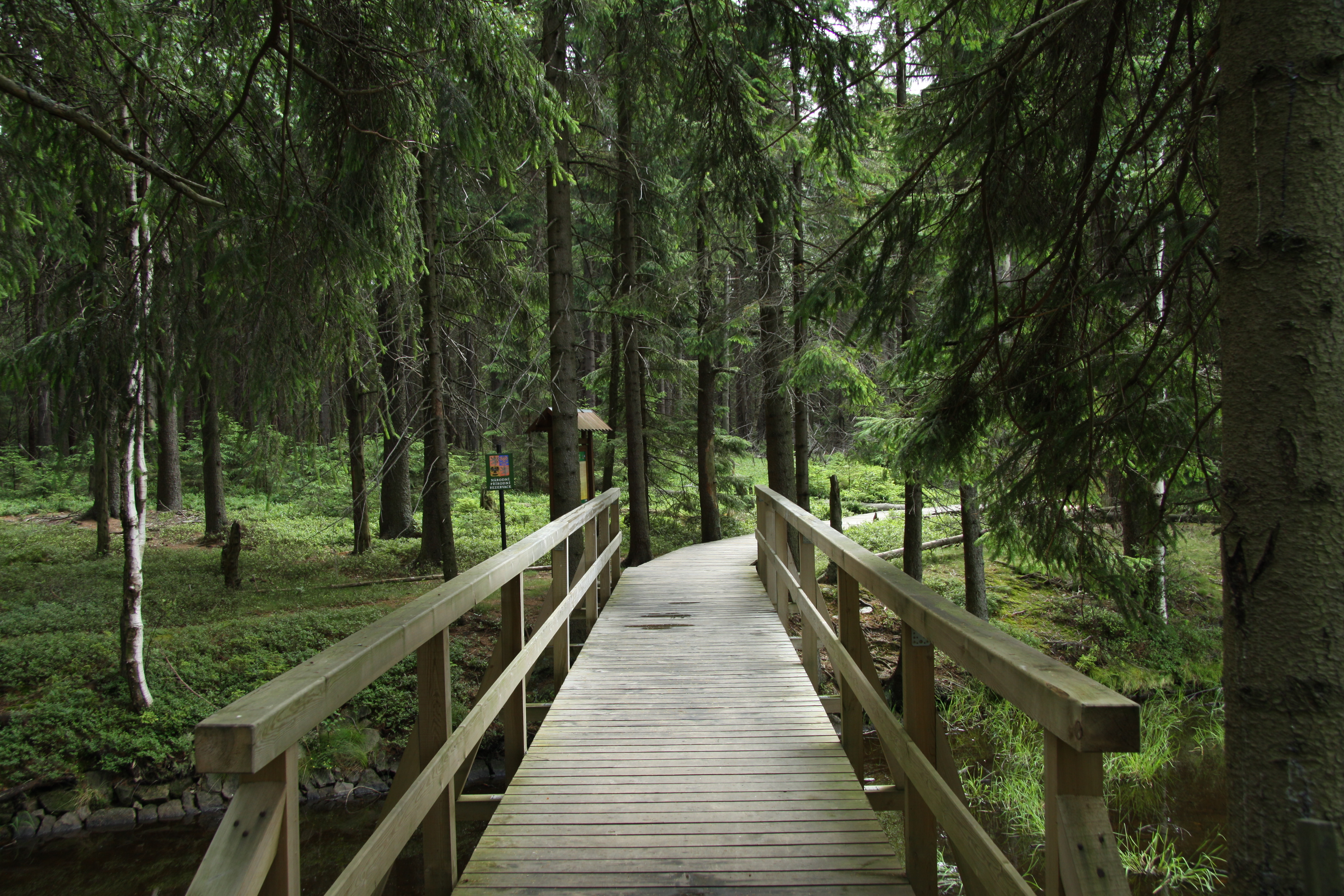
Povalový chodník v létě
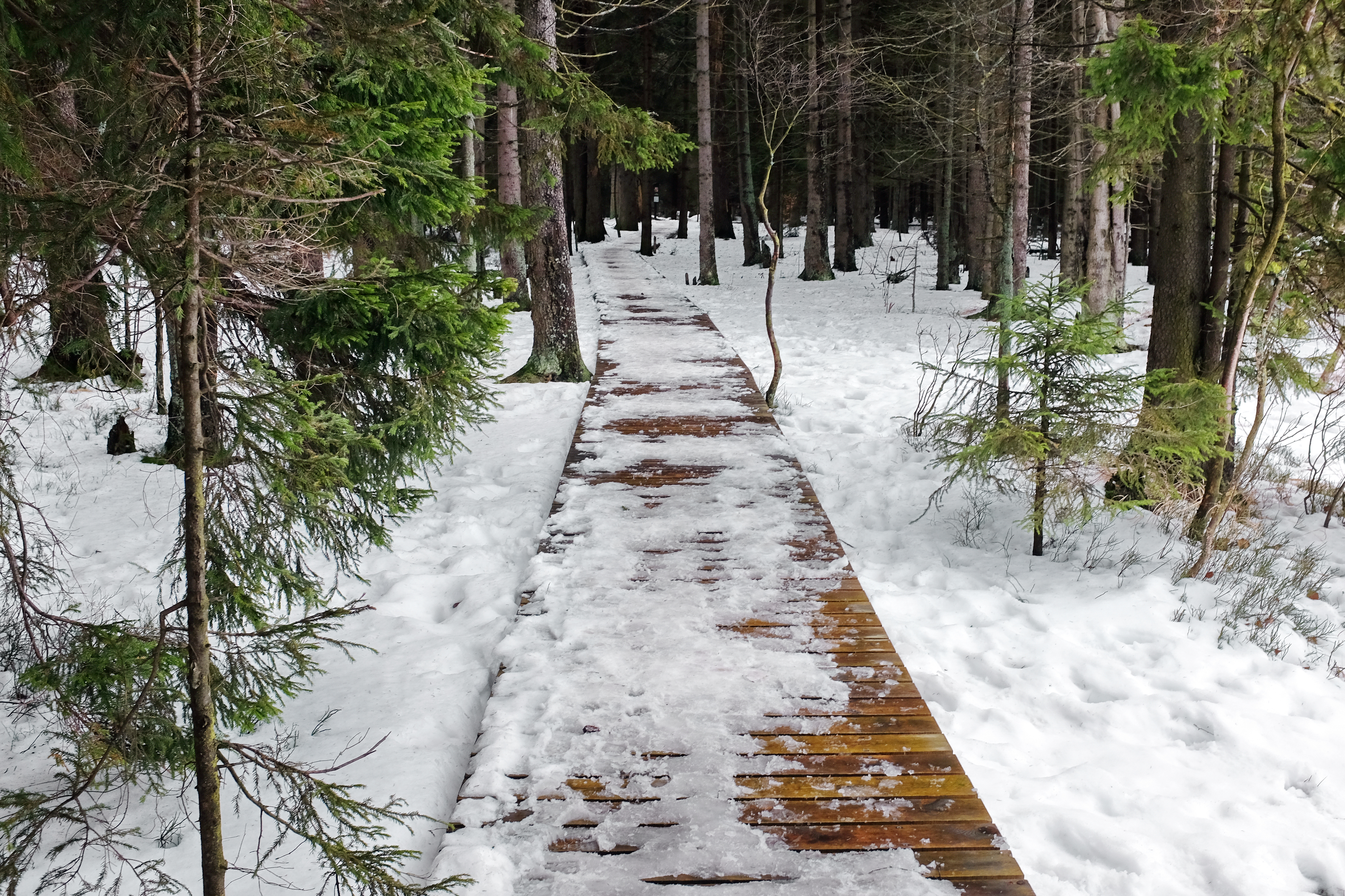
Povalový chodník v zimě
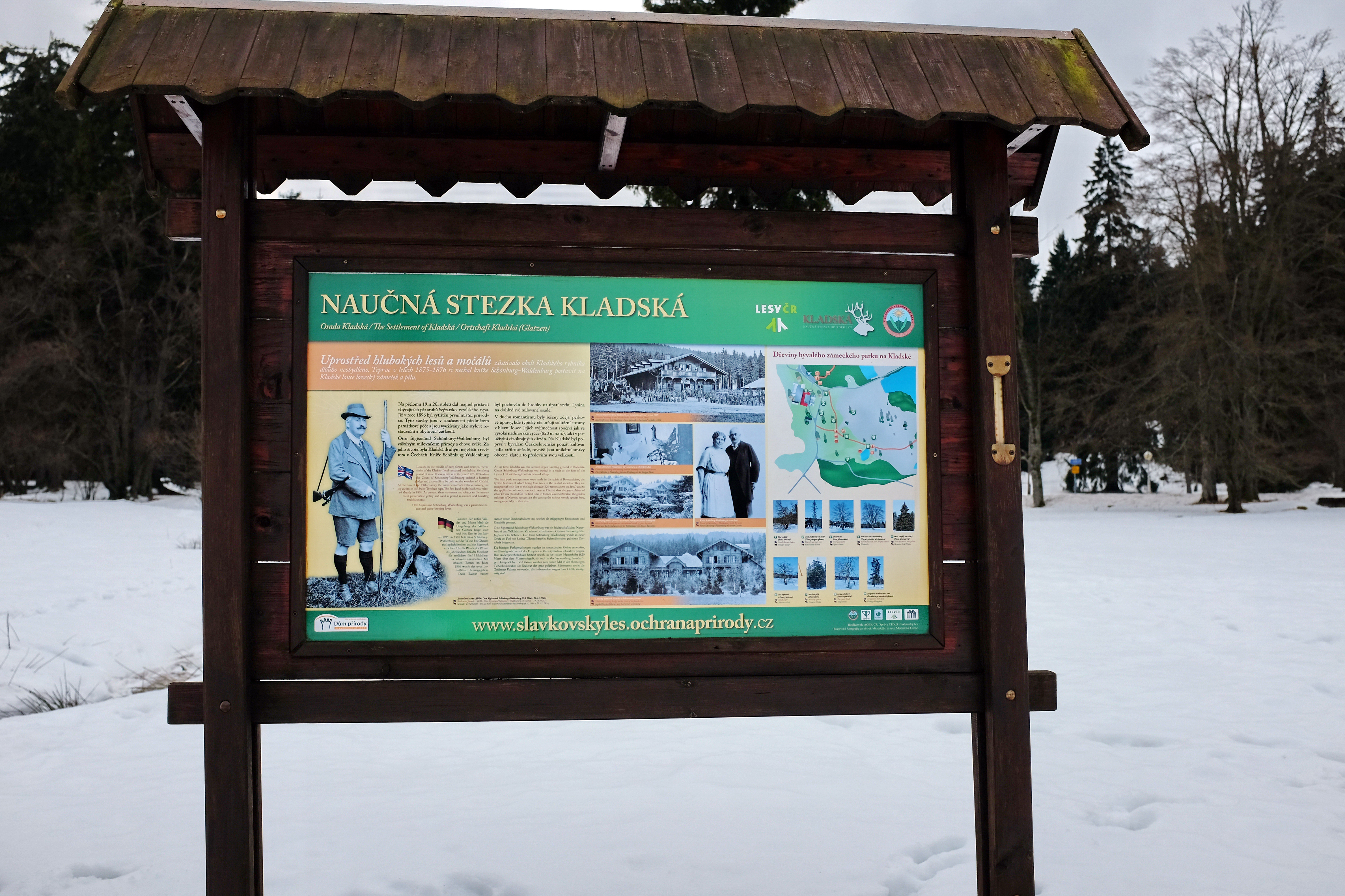
Infopanel k historie Kladské
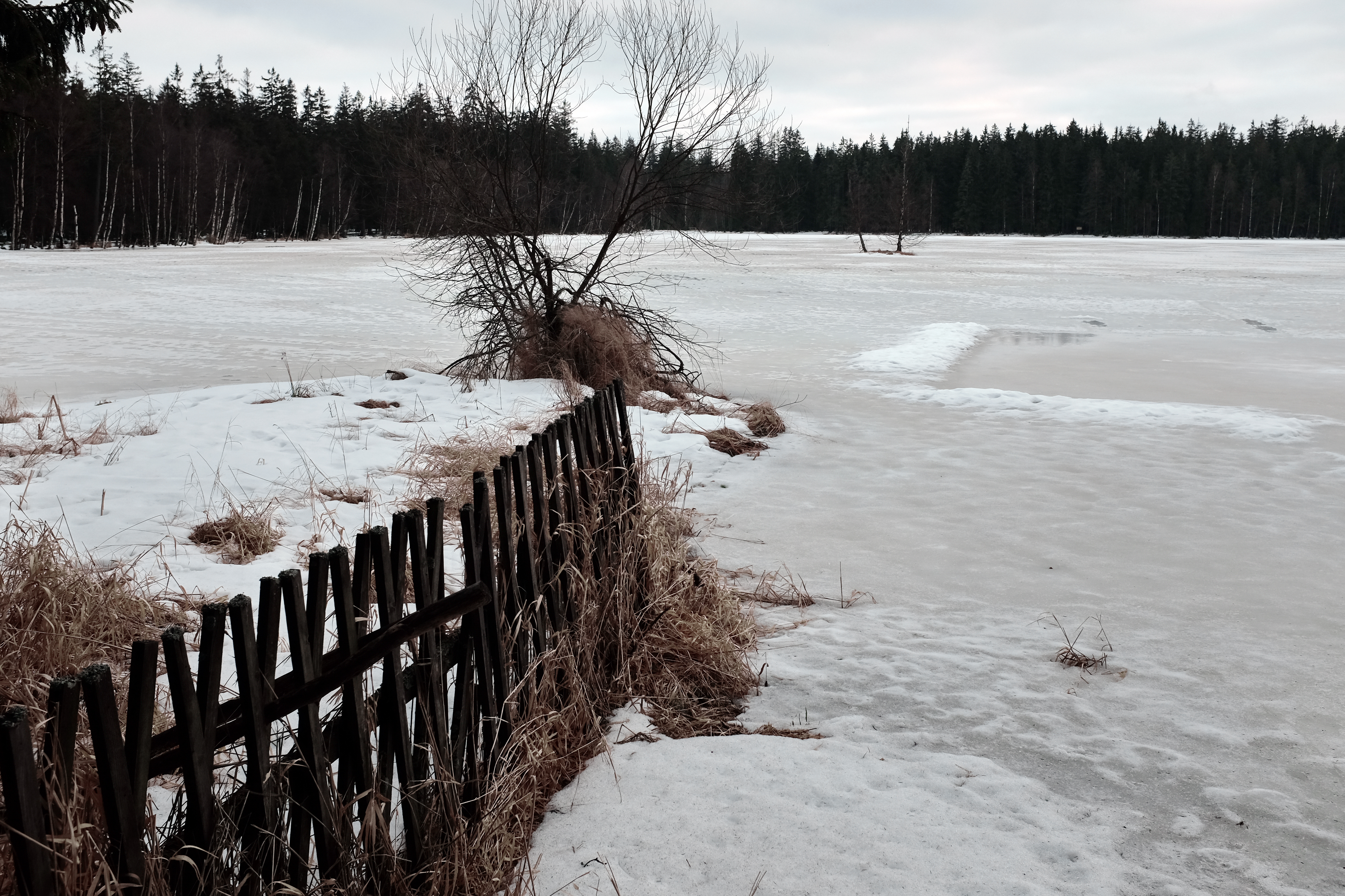
Kladský rybník v zimě
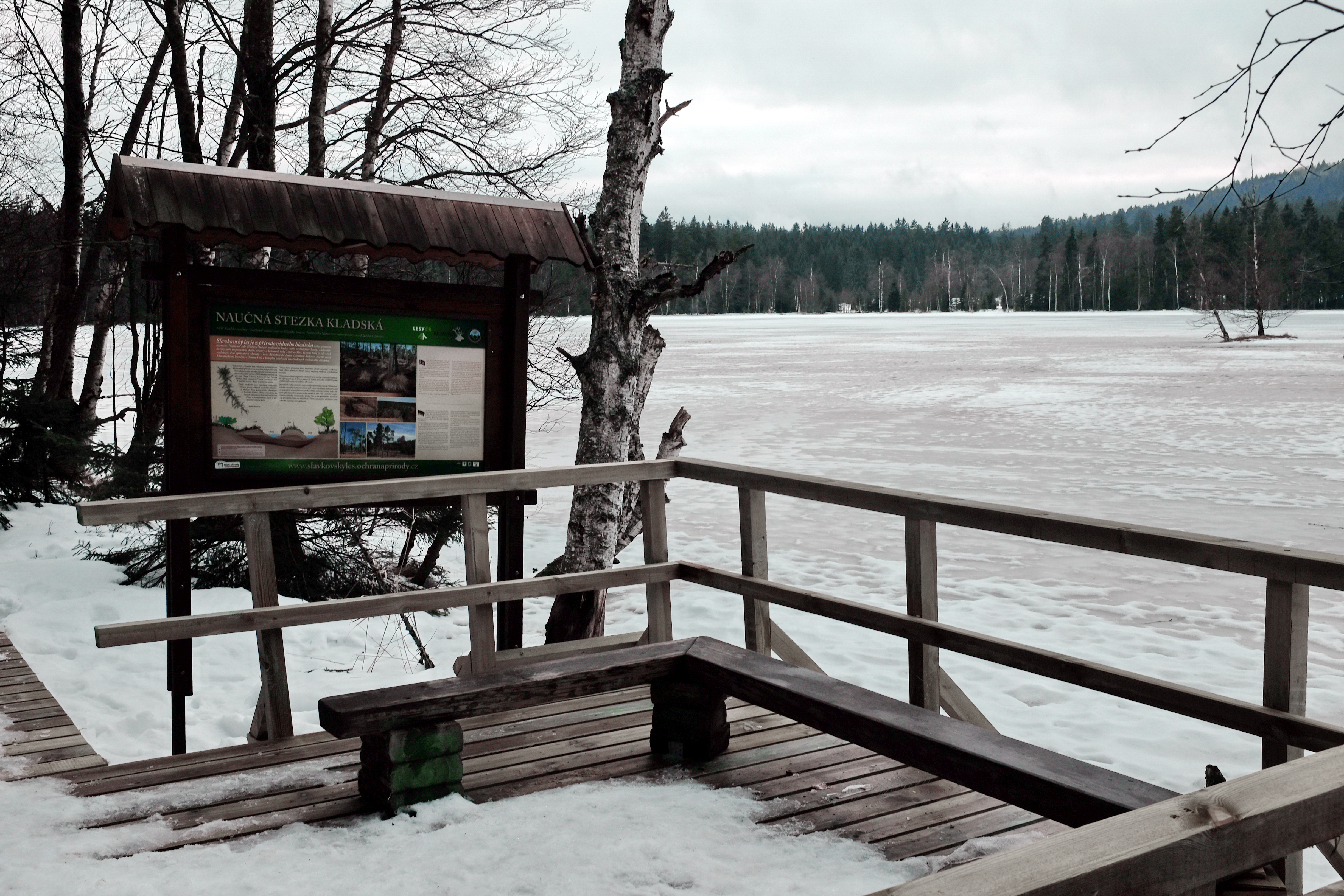
Odpočívadlo s informační tabulí